# The Barbershop
The Barbershop er en amerikansk stumfilm fra 1894 af William K.L. Dickson og William Heise.